# 东鱼河北支
东鱼河北支，位于山东省西南部，是东鱼河左岸的人工河道，系1970年在万福河上游旧道的基础上拓浚开挖取直而成。东鱼河北支西起东明县西部黄河东堤王二寨村，向东流经东明县城南部，菏泽市牡丹区南部，定陶县北部，至定陶县孟海镇薛庄折向东南，进入成武县境，于成武县城东北的王李楼村（王双楼村）汇入东鱼河主干。全长96公里，流域面积1443平方公里。